# Marcel Issartier
Marcel Issartier, né à Sonchamp (Seine-et-Oise) le 8 mars 1888, mort à Avord (Cher) le 23 novembre 1914, est un pionnier français de l'aviation, en Aquitaine, qui n'a cessé de partager sa passion.

## Biographie
Marcel Louis Jean Raoul Issartier est né le 8 mars 1888 à Sonchamp, de Maria Dedouvre et de Marie Clément Raoul Issartier, dit Clément.
Créateur de l'actuel Aéroport de Bordeaux - Mérignac et pionnier de l'aviation du début du XXe siècle, malheureusement[Interprétation personnelle ?] peu connu. Il aimait partager sa passion et a fait connaître l'aviation à un très large public.
Il décéda le 23 novembre 1914 à Avord dans un accident d'avion, à l'âge de 26 ans.

## Enfance
Les parents de Marcel Issartier vivent sur la commune de Sonchamp en Seine-et-Oise, près de Rambouillet. Clément, dont le père est médecin, épouse Maria, fille d'une famille de fermiers aisés, le 3 février 1880 à Créteil. Va naître un premier enfant, Jenny, le 9 juillet 1881.
L'oncle de Clément Issartier n'est autre que Pierre Antonin Henri Issartier, dit Henri, sénateur de la Gironde, maire de Monségur. Médecin comme son frère, c'est un passionné d'arboriculture. Il transmet cette passion à son neveu Clément à qui il vend son domaine en 1886. Clément et sa famille restent cependant dans la région parisienne où Marcel naît le 8 mars 1888, neuf mois après le décès de sa sœur Jenny. Après la naissance de leur troisième enfant Raoul Jules Albert Ferdinand, les Issartier s'installent à Cours-de-Monségur entre 1891 et 1892. Les deux frères vont y passer leur adolescence, sur les terres de leur grand-oncle Henri. Leur père, un agriculteur averti, à l'affût des nouvelles techniques et de la mécanisation de l'agriculture, fait construire une nouvelle maison.
Il leur donna une instruction à domicile.

## Marcel Issartier concrétise son rêve: piloter

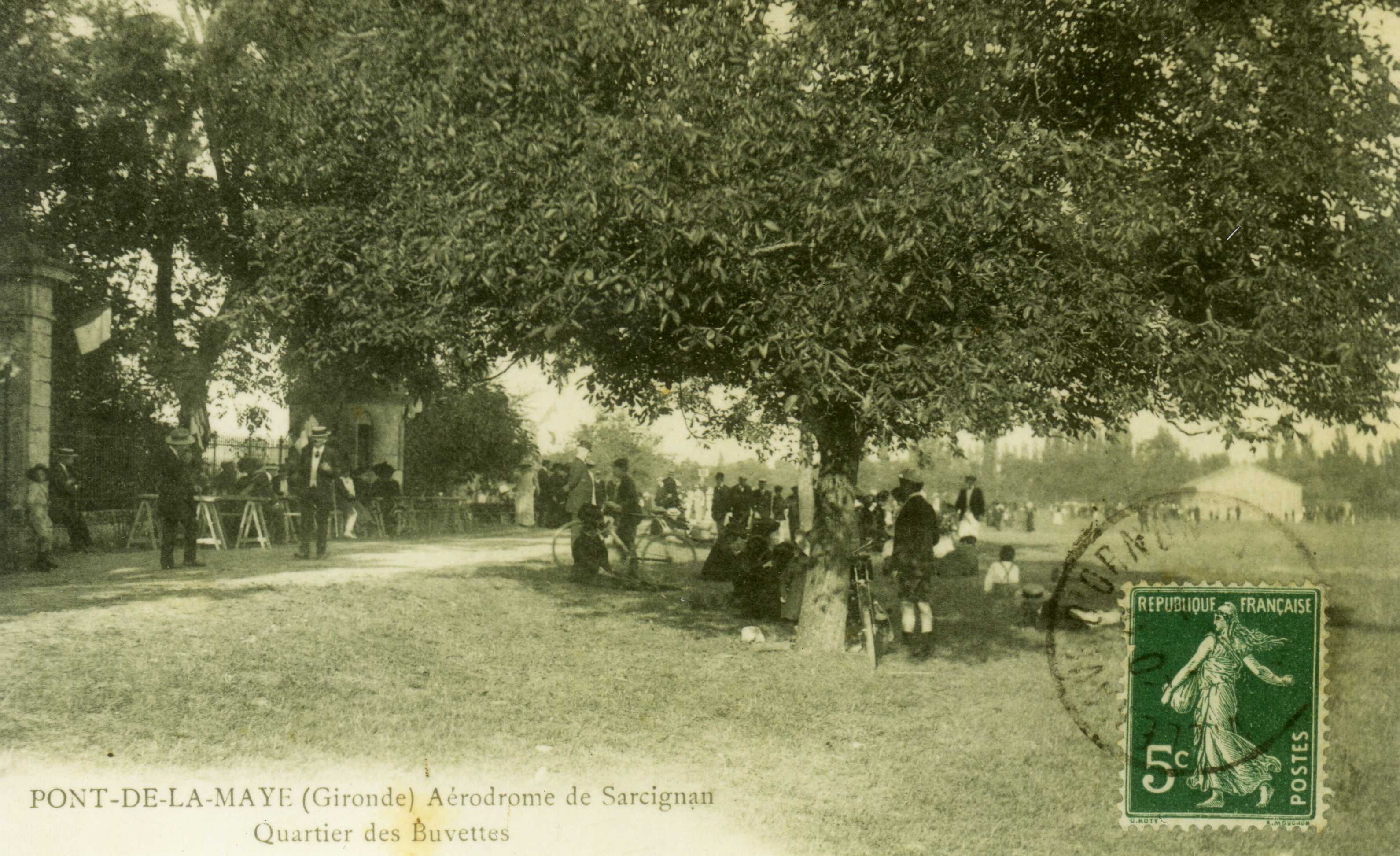
Aérodrome de Sarcignan.

Le 7 octobre 1909, Marcel Issartier intègre l'armée où, sous le matricule 1170, il est tout de suite affecté à l'état major comme secrétaire, ce qui n'est pas très courant pour un simple appelé, non diplômé « officiellement ».
Le début du XXe siècle voit apparaître l'aviation grâce aux pionniers tels qu'Henri Farman, les Frères Wright ou Louis Blériot, avec 2 repères incontournables : les démonstrations de Wilbur Wright au Mans (été 1908) et la traversée de la Manche par Louis Blériot (19 juillet 1909). De nombreux événements aéronautiques voient aussi le jour tels que la Coupe Pommery, la Grande Semaine d’Aviation de la Champagne (Reims) ou encore la Grande Semaine de l'Aviation à Bordeaux, en août 1910. Il y aurait probablement assisté ou bien suivi de très près.
Autre fait exceptionnel, en juin 1911, l'armée lui accorde 20 jours de permission pour suivre une formation de pilote au sein de l'école du constructeur Deperdussin  à Reims, sur l'aérodrome de Courcy Bétheny. Après deux semaines, Marcel Issartier décroche son brevet d'aviateur le 17 juin 1911, ayant réussi les 3 épreuves du brevet qui est enregistré le 1er juillet 1911 sous le numéro 533.
Marcel fait l'acquisition d'un premier avion, un monoplan Deperdussin, équipé d'un moteur Anzani 60 ch, appareil qui deviendra un des plus performants de l'époque.
À l'aube de l'été 1911, Marcel s'installe sur la commune de Villenave-d'Ornon, juste au sud de Bordeaux. Aidé par la municipalité qui lui accorde « cent francs pour aider ce jeune aviateur », il y construit un hangar. À la suite de la journée d'inauguration du jeudi 10 août 1911, notre pionnier commence à partager sa passion avec les Bordelais.
À 23 ans, Marcel se voit peu à peu attribuer le statut de directeur, aussi bien de l'école d'aviation qu'il a créée, que du terrain où l'on se plait à venir le dimanche en famille pour un déjeuner sur l'herbe ou pour passer l'après-midi.
Le 27 août 1911, Marcel Issartier effectue le vol Sarcignan - Monségur pour la fête traditionnelle de la Saint-Louis, prouvant ainsi sa capacité à se déplacer aisément. En atterrissant dans le champ de ses parents, il fait retenir l'avion à l'aide d'une corde dont s'emparaient ses copains évitant qu'il ne tombe dans le Dropt, rivière en bordure du champ. Notre pionnier venait de parcourir 90 km en 45 minutes, démontrant une fois de plus les performances de son Deperdussin.

## 1911: Achat d'un nouveau terrain à Lartigues, en bordure de Mérignac

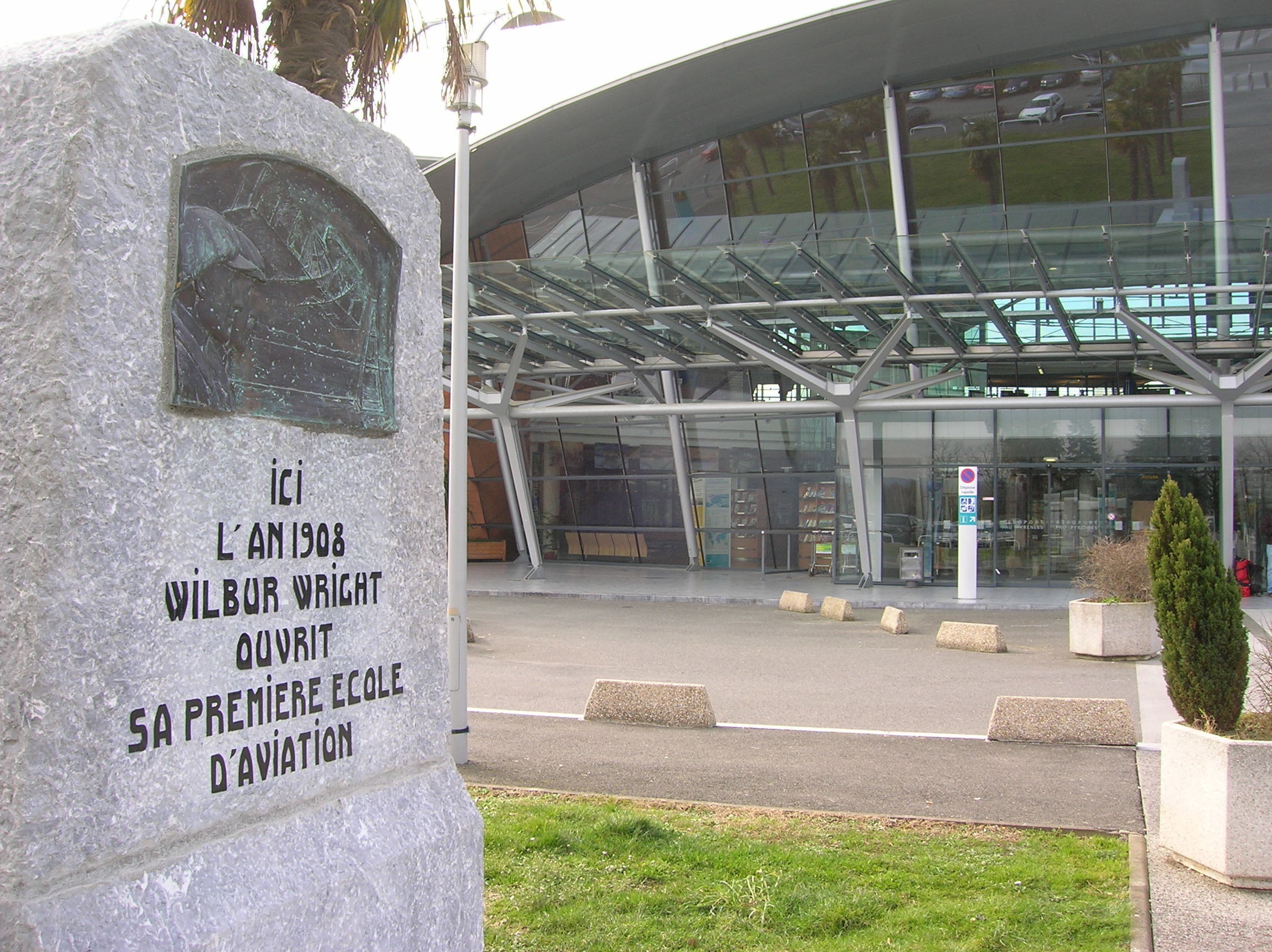
Stèle au nom de Wilbur Wright déplacée en 2009 devant l'Aérogare Pau-Pyrénées.

Le 24 septembre 1911, Marcel Issartier est démobilisé et peut se mettre à la recherche d'un nouveau terrain. Peu de temps après, ses parents achètent 104 hectares, à Mérignac, à l'ouest de Bordeaux, au lieu-dit Lartigue, à proximité du terrain de Beaudésert où eut lieu la Grande Semaine de l'Aviation bordelaise de 1910. Deux hangars y sont construits pour ses deux nouveaux appareils (un monoplace et un biplace) tandis que deux axes d'atterrissage sont aménagés, l'un d'une longueur de 1 200 m et l'autre de 1 500 m. La nouvelle localisation géographique offre de nombreux avantages pour les conditions de vol comparées à celles de Sarcignan où le vent était rapidement changeant.
Son établissement devient finalement une école Deperdussin, lui attribuant une meilleure reconnaissance. À cette époque à Pau l'école Wright, la première école de pilotage au monde ouverte par les Frères Wright (qui a compté 7 élèves au total) a définitivement fermé mais a été remplacée par les 7 écoles des constructeurs Blériot, Antoinette, Deperdussin, Morane-Saulnier, Grahame-White, Nieuport et Voisin.
Le 10 avril 1912 a lieu l'inauguration du nouveau terrain de Mérignac en présence de la presse sportive et du curé de Mérignac M. Laporte, Les Issartier ayant cette qualité de partager ce qu'ils aiment, Marcel emmène peu à peu des curieux à bord de son biplace initiant ainsi des Bordelais aux joies du pilotage, comme M. Dupont, journaliste au quotidien La France.

## 1912: La Grande semaine de l'Aviation Bordelaise
Pendant ce temps, le Comité girondin d'aviation militaire souhaite organiser la 3e Grande Semaine de l'Aviation bordelaise pour la Pentecôte afin de récolter des fonds pour promouvoir l'aéronautique militaire. Marcel Issartier y voit une formidable occasion pour promouvoir le pilotage par le biais de son école et propose d'utiliser son terrain pour les 3 jours de fête. En un mois, la commission donne un avis favorable au lieu proposé par Marcel d'autant que les Bordelais connaissent bien, depuis la Grande Semaine de 1910, ce secteur de Beaudésert.
La presse annonce alors le meeting les dimanche 26, lundi 27 et mardi 28 mai 1912, dont les bénéfices seront reversés aux avions militaires. De nombreux aménagements sont réalisés avec l'aide de l'armée pour préparer ce grand moment.
Le dimanche 26 mai 1912 commence donc le meeting qui se veut une grande fête populaire : les voitures, les charrettes, les tramways partant de Mérignac sont bondés de voyageurs. On arrive en train jusqu'à Bordeaux. On vient à Mérignac en voiture, à pied, à cheval, à vélo dans un mouvement ininterrompu durant quelquefois jusqu'à 3 heures. Les conditions météorologiques sont idéales. Les aviateurs Maurice Prévost, Moineau, Bonnier, Molla, Kuhling et Chambenois sans oublier Issartier exécutent les vols et se font une joie d'emmener des personnes à bord de leur avion.
La manifestation aura largement dépassé le but premier qui était de récolter des fonds. Sur les trois jours, elle a rassemblé environ 50 000 curieux. Un mois après l'achat de son terrain, à l'âge de 24 ans, Marcel Issartier venait de faire une promotion incroyable de son école au travers de cette semaine dont il fut un des principaux organisateurs.
À la suite de cette semaine, l'école de Mérignac compte à présent 3 élèves en juillet 1912 : Giraud, Bentéjac et Dupont qui sera le premier à passer avec succès le brevet d'aviateur le jour de Pâques 1913. Pendant ce temps, notre pionnier n'a cessé de promouvoir l'aéronautique en participant à différents meetings dans tout le Sud Ouest :
- meeting de Sainte-Foy-la-Grande le 7 juillet 1912 et le 10 août 1912
- meeting de Marmande les 14 et 15 juillet 1912
- meeting de Sarcignan 15 août 1912
- meeting de Chasseneuil les 13 et 14 octobre 1912
- meeting de Biarritz le 27 octobre 1912
- meeting de Mérignac 8 septembre 12 et 23-24 mars 1913
- meeting de Mussidan le 26 octobre 1913

## 1913: L'hydroplane de Marcel Issartier

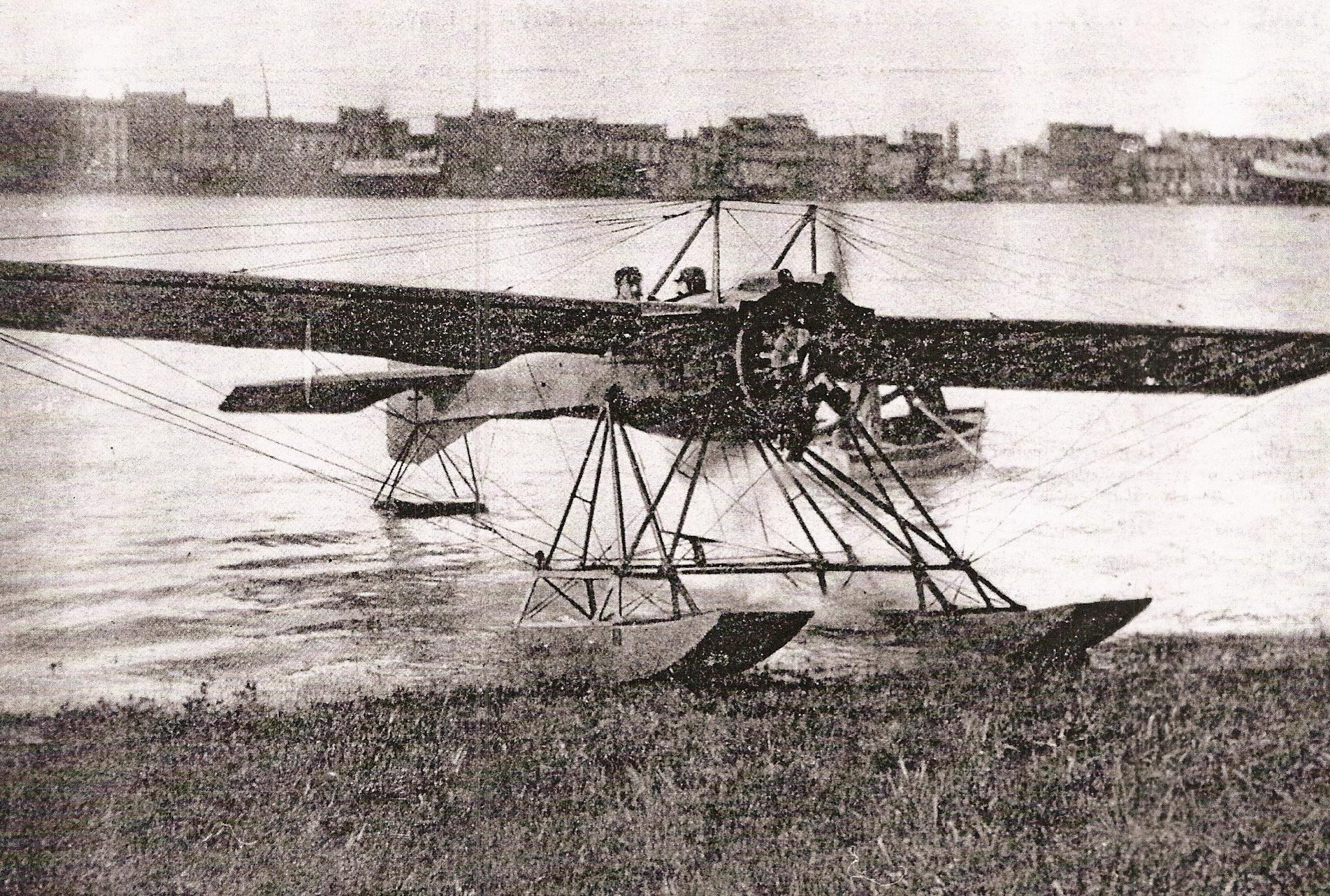
Hydroplane de Marcel Issartier accompagné du duc de Montpensier, dans le méandre de la Garonne à Bordeaux.

Durant été 1913, malgré les difficultés de l'entreprise Deperdussin, Marcel Issartier fait l'acquisition d'un hydroplane (hydravion), un triplace Deperdussin équipé d'un moteur Anzani 10 cylindres 100 ch pour lequel il fait construire un hangar situé sur les quais des Queyries, au creux du méandre sur la rive droite des bords de Garonne. En août 1913, Marcel est le premier à utiliser la Garonne comme plan d'eau pour son hydroplane. Il finit par prendre une telle aisance aux commandes qu'il décide d'inviter des personnes qui voudraient faire une ascension en hydroplane.
Le 20 septembre 1913, pour fêter la venue du Président de la République Raymond Poincaré, Marcel fait un vol le long de la Garonne pour venir le saluer au-dessus de la place des Quinconces avant « d'amerrir » sur le fleuve.
Le dimanche 9 novembre il emmène à son bord le prince Ferdinand d'Orléans, duc de Montpensier, en visite sur Bordeaux. La demi-heure de vol ravit le prince qui félicita chaudement notre pilote.
L'Aéroport de Bordeaux - Mérignac est à tel point connu qu'il devient, en avril 1914, un point d'escale obligatoire pour le rallye de Monaco, où les pilotes viennent se poser pour se reposer, se restaurer et ainsi découvrir les installations. Marcel Issartier continue sa promotion pour le pilotage au travers de vols essentiellement réalisés sur hydroplane.

## 1914: Une fin tragique
En août 1914, la France entre en guerre. Marcel Issartier se voit mobilisé, d'abord à Libourne, puis sur la base militaire d'Avord, près de Bourges. Cette école d'aviation, où on pilote essentiellement des Voisin ou Maurice Farman, est considérée comme établissement d'application. Marcel fait ainsi valider par les autorités militaires son brevet de pilote civil. Expérimenté, Marcel Issartier fait la réception des avions, autrement dit, il devient pilote d'essai.
Le 23 novembre 1914, vers les 15h aux abords du camp d'Avord, alors que Marcel effectue un vol classique, en sortant d'un nuage, il s'apprête à atterrir, voit des soldats en manœuvres juste au-dessous, remet les gaz pour les éviter, mais bien trop tard, il ne peut redresser son aéronef qui pique droit sur le sol, emportant la vie de son pilote, âgé de 26 ans.
L'évènement et surtout ses obsèques furent évoqués au sein de la presse. Aimé de tous, c'est en la petite église de Cours-de-Monségur qu'eut lieu la cérémonie, sur les terres où il vécut son enfance. Il fut enterré aux abords de cette même église, dans le tombeau où reposent aussi ses parents, son frère et sa sœur.
Le frère de Marcel, Raoul, souffrit alors d'un excès d'affection de sa mère qui finit par étouffer sa personnalité, le rendant timide et introverti. Le père, bien que rentier, continua à s'occuper des terres jusqu'à son décès en 1935, remportant des concours agricoles pour la pertinence de l'utilisation des engins mécaniques. Le domaine perdit ensuite peu à peu de son charme par manque d'entretien. Raoul décéda en 1947 à l'âge de 59 ans à la maison de santé protestante de Bagatelle de Talence, près de Bordeaux. Maria Dedouvre finit ses jours difficilement, en restant dans une maison qui se dégradait petit à petit.
Ni Marcel ni Raoul n'ayant eu d'enfants, il n'y a aucune descendance directe, pas même du côté du maire de Monségur, Henri Issartier, l'oncle de Clément Issartier.
Le patronyme Issartier lié à cette famille ne fut pas oublié dans le Monségurais, mais les Bordelais ignorent encore à qui ils doivent la création de leur aéroport.

## Postérité
En 1917, l'armée américaine arrive à Bordeaux et installe des hôpitaux sur le terrain de Marcel Issartier. Le terrain aurait ensuite été classé comme aérodrome d'état à usage civil en 1922.
En 1935, par arrêté militaire, la création d'une base aérienne militaire mixte est décidée sur l'aérodrome de Teynac.
De nos jours, Marcel Issartier est peu connu en Aquitaine ; on retrouve la rue Marcel Issartier à Bordeaux et Mérignac en l'honneur à celui qui promut l'aéronautique en Aquitaine.
À Monségur, la rue Issartier fait honneur au grand-oncle Henri Issartier, ancien sénateur-maire de la commune.